# Scoteanax
Scoteanax rueppellii is een vleermuis uit de familie der gladneuzen (Vespertilionidae) die voorkomt in het oosten van Australië, van het Carbine Tableland (Queensland) tot Zuidoost-New South Wales. Hij leeft vooral in natte bossen, maar komt soms ook in drogere gebieden. Het is de enige soort van het geslacht Scoteanax, dat soms tot Nycticeius wordt gerekend. Hij slaapt in boomholtes. Deze soort heeft een vrij langzame, niet erg beweeglijke vlucht. Hij vliegt langs strompjes of bosranden, waar hij grote insecten of mogelijk kleine vleermuizen eet.
S. rueppellii is een grote, robuuste vleermuis met een brede kop, een korte bek en kleine oren. De rugvacht is bruinachtig, de buik geelbruin. De huid is bruinroze. De tweede bovenvoortand (I2) is afwezig. De kop-romplengte bedraagt 63 tot 73 mm, de staartlengte 44 tot 58 mm, de voorarmlengte 51 tot 56 mm, de oorlengte 16 tot 18 mm en het gewicht 21 tot 35 g.